# Joan Bresnan
Joan Wanda Bresnan (Estados Unidos, 22 de agosto de 1945) es una profesora de lingüística en la Universidad de Stanford. Sin embargo, es conocida como iniciadora (junto con Ron Kaplan) del formalismo gramatical conocido como gramática léxico-funcional.
Se doctoró en lingüística en 1972 en el MIT, donde estudió con Noam Chomsky. Si bien a principios y mediados de los años 1970 su trabajo se focalizó en el estudio de los complementos y de los movimientos-Qu dentro de la gramática transformacional, se caracterizó por tomar posturas frecuentemente opuestas a las tomadas por aquellos que seguían a Chomsky.
Su insatisfacción con la gramática transformacional la llevó a colaborar con Kaplan en el desarrollo de un nuevo modelo gramatical, la gramática léxico-funcional (o LFG). Un compendio de las investigaciones desarrolladas bajo el nuevo marco teórico fue editado por Bresnan en 1982 bajo el título The Mental Representation of Grammatical Relations. Desde entonces, su trabajo se ha centrado en el análisis de varios fenómenos lingüísticos bajo la perspectiva de LFG, focalizándose en el inglés, el bantú y algunos dialectos australianos. También ha desarrollado investigaciones bajo el marco teórico de la teoría de la optimidad y ha trabajado en aplicaciones de la estadística en el estudio lingüístico. Su gran interés por los estudios tipológicos ha influenciado fuertemente el desarrollo de LFG.
Fue homenajeada en agosto de 2005 con la publicación de un volumen titulado Architectures, Rules, and Preferences: A Festschrift for Joan Bresnan, que fue editado por CSLI Publications.